# Вільям Вілберфорс
Вільям Вілберфорс (англ. William Wilberforce; нар. 24 серпня 1759, Кінгстон-апон-Галл — пом. 29 липня 1833, Белгравія) — британський політик, філантроп і лідер руху за скасування работоргівлі. Почав свою політичну кар'єру в 1780 році. Незалежний Член парламенту Сполученого Королівства (1801—1825) та Великої Британії (1780—1801). У 1785 році став євангельським християнином, що призвело до серйозних змін в його способі життя і довічному прагненню до реформ.
У 1787 році він вступив в контакт з Томасом Кларксоном і групою активістів, які виступали проти работоргівлі, включаючи: Ґренвіль Шарпа, Ганну Мор і Чарльза Міддлтона. Всі переконали Вілберфорса взятися за справу скасування рабства, і незабаром він став провідним англійським аболіціоністом. Очолював парламентську кампанію проти британської работоргівлі протягом 20-ти років до прийняття «Акту про работоргівлю 1807 року». Вілберфорс був переконаний у важливості: релігії, моралі та освіти. Виступав за такі справи і кампанії, як — Товариство боротьби з розпустою, Британська місіонерська діяльність в Індії, створення Вільної колонії в Сьєрра-Леоне, заснування Товариства церковних місій і Королівського товариства по запобіганню жорстокого поводження з тваринами. За його підтримки було засновано Британське та Іноземне Біблійне Товариство.
Його консерватизм призвів до того, що він підтримував політично і соціально суперечливі закони, що викликало критику та ігнорував несправедливість у себе вдома, в той час як за кордоном проводив кампанії на захист поневолених .

## Біографія

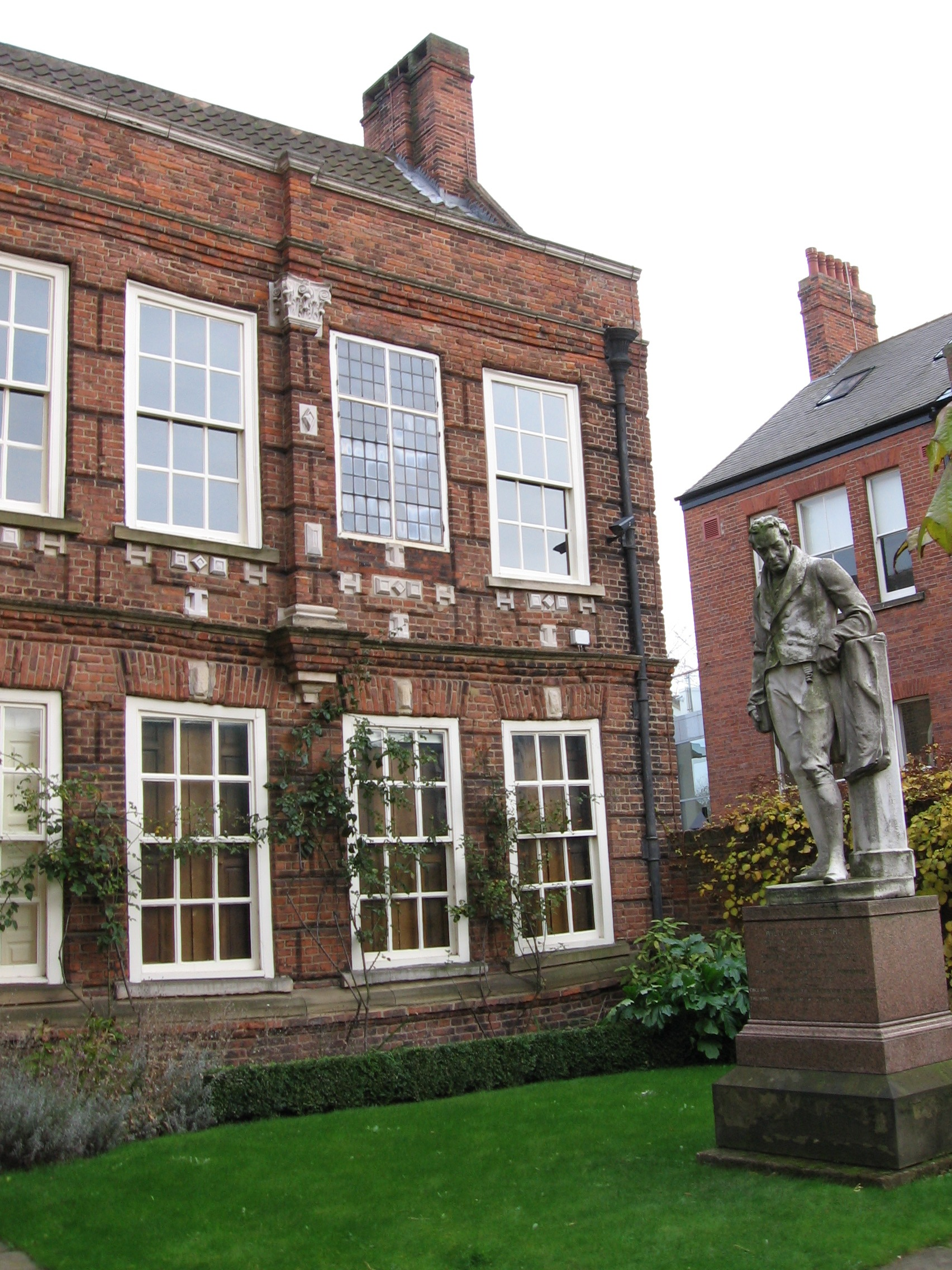
Статуя Вільяма Вілберфорса

Вілберфорс народився 24 серпня 1759 року в будинку на Хай-стріт в Галлі, Східний Йоркшир, Англія, єдиний син Роберта Вілберфорса (1728—1768), багатого торговця, і його дружини Елізабет Берд (1730—1798). Його дід, Вільям (1690—1774), сколотив сімейний стан на морській торгівлі з Балтійськими країнами і переробці цукру. Був партнером у компанії, яка побудувала Старий цукровий будинок на Лайм-стріт в Галлі, яка імпортувала цукор-сирець з плантацій у Вест-Індії. Обирався 2-чі мером — Галла.
У дитинстві Вілберфорс був маленьким, болючим і тендітним дитиною з поганим зором. У 1767 році почав відвідувати Граматичну школу в Галлі, яку в той час очолював молодий, енергійний директор — Джозеф Мілнер, який став його другом на все життя. Вілберфорс користувався сприятливою атмосферою в школі, поки смерть його батька в 1768 році не призвела до змін в його житлових умовах. Оскільки його мати не справлялася, 9-річного Вілберфорса відправили до процвітаючих дядька і тітки з будинками в Сент-Джеймс-Плейс, Лондон, і Вімблдоні, в той час селі в 7 милях (11 км) на північний захід від Лондона. Протягом двох років він відвідував «байдужу» Школу-інтернат в Путнеї. Канікули він проводив у Вімблдоні, де дуже полюбив своїх родичів. Зацікавився євангельським християнством завдяки впливу своїх родичів, особливо своєї тітки Ганни, сестри багатого християнського торговця — Джона Торнтона, філантропа і прихильника провідного методистського проповідника — Джорджа Вайтфільда. Мати і дід Вілберфорса, які сповідували англіканську церкву, стривожені цим нонконформістським впливом і його схильністю до євангелізму, привезли 12-річного хлопчика назад в Галл в 1771 році. Вілберфорс був «убитий» горем через розлуку з тіткою і дядьком. Його сім'я була проти повернення в Граматичну школу, оскільки директор школи став методистом, тому Вілберфорс продовжив освіту в прилеглій Школі Поклінгтона з — 1771 по 1776 рік. Під впливом методистських докорів сумління він спочатку противився жвавому світському життю, але в міру ослаблення релігійного запалу він став відвідувати: театр, бали і грати в карти.
У жовтні 1776 року, у віці 17 років, Вілберфорс вступив до Коледжу Святого Іоанна, Кембридж. Смерть його діда в 1774 році і дядька три роки по тому залишила його незалежно багатим, і в результаті у нього не було ні схильності, ні необхідності займатися серйозною навчанням. Замість цього він з головою занурився в світське студентське життя і вів гедоністичний спосіб життя, насолоджуючись картами, азартними іграми і пізніми нічними пиятиками — хоча деякі надмірності його однокурсників були йому неприємні. Дотепний, щедрий і прекрасний співрозмовник, Вілберфорс був популярною фігурою. У нього було багато друзів, в тому числі і більш старанний майбутній прем'єр-міністр — Вільям Пітт (молодший). Попри свій спосіб життя і відсутність інтересу до навчання, він зумів скласти іспити і в 1781 році отримав ступінь бакалавра мистецтв, а в 1788 році — магістра мистецтв.

## Рання кар'єра

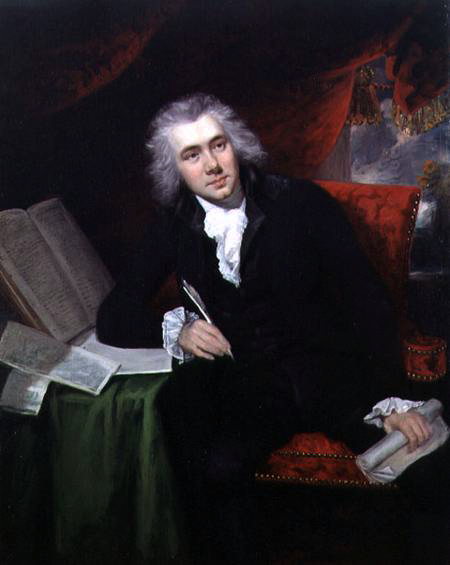
Вільям Вілберфорс, Джон Райзінг, 1790 рік, зображений у віці 30 років

Вілберфорс почав замислюватися про політичну кар'єру ще в університеті взимку 1779—1780 років, коли Вільям і Пітт часто спостерігали за дебатами в Палаті громад з галереї. Пітт, вже налаштований на політичну кар'єру, закликав Вілберфорса приєднатися до нього і отримати місце в парламенті. У вересні 1780 року, у віці 21-го року і бувши ще студентом, Вілберфорс був обраний Членом парламенту Сполученого Королівства, витративши більше — 8000 унтів стерлінгів, як було прийнято в той час, щоб забезпечити собі необхідні голоси. Вільний від фінансового тиску, Вілберфорс засідав як незалежний політик, вирішивши бути «людиною без партії». Критикований іноді за непослідовність, він підтримував уряди — Торі і Вігів у відповідності зі своєю совістю, тісно співпрацюючи з партією влади і голосуючи за конкретними заходами відповідно до їх достоїнствами.
Вілберфорс регулярно відвідував Парламент, але він також вів активне світське життя, ставши прихильником гральних клубів джентльменів, таких як — «Goostree's» і «Boodle's» в Пел-Мел, Лондон. Письменниця Жермена де Сталь називала його «найдотепнішою людиною в Англії», а Георг IV, за словами Джорджіани Кавендіш, говорив, що «готовий піти куди завгодно, аби почути спів Вілберфорса».
Вілберфорс використовував свій голос, щоб виголосити політичні промови; автор і письменник — Джеймс Босвелл був свідком красномовства Вілберфорса в Палаті громад і зазначив: «Я бачив, як те, що здавалося простою креветкою, примостилося на столі; але поки я слухав, він ріс і ріс, поки креветка не стала китом». Під час частих змін уряду в 1781—1784 роках Вілберфорс підтримував свого друга Пітта в парламентських дебатах.
Осені 1783 року Пітт, Вілберфорс і Едвард Еліот (згодом став шурином Пітта) вирушили до Франції на 6-тижневий спільний відпочинок. Після важкого початку в Реймсі, де їх присутність викликала підозру поліції, що вони англійські шпигуни, вони відвідали Париж, зустрілися з — Бенджаміном Франкліном, Жильбером де Лафаєтом, Марією-Антуанеттою і Людовиком XVI, і приєдналися до французького двору в Фонтенбло.
Пітт став прем'єр-міністром у грудні 1783 року, а Вілберфорс був одним з ключових прихильників його уряду меншості. Попри їх тісну дружбу, немає ніяких даних про те, що Пітт пропонував Вілберфорсу міністерську посаду в цьому або майбутніх урядах. Можливо, це було пов'язано з бажанням Вілберфорса залишатися незалежним Членом парламенту. В якості альтернативи, часті запізнення і неорганізованість Вілберфорса, а також його хронічні проблеми із зором, через які іноді неможливо було читати, могли переконати Пітта в тому, що його довірений друг не годиться на міністерську посаду. Вілберфорс ніколи не домагався посади і ніколи не отримував пропозицій. Коли Парламент був розпущений навесні 1784 року, Вілберфорс вирішив виставити свою кандидатуру від графства Йоркшир на Загальних виборах 1784 року. 6 квітня він був обраний Членом парламенту від Йоркшира у віці 24-х років.

### Конверсія
У жовтні 1784 року Вілберфорс вирушив у подорож Європою, яка зрештою змінить його життя і визначить його майбутню кар'єру. Подорожував з матір'ю і сестрою в компанії Ісаака Мілнера, блискучого молодшого брата свого колишнього директора школи, який був дійсним членом Квінз-коледжу, Кембридж, того року, коли Вілберфорс вперше вступив туди. Вони відвідали Французьку Рив'єру і насолоджувалися звичайним проведенням часу — вечерями, картами та азартними іграми. У лютому 1785 року Вілберфорс тимчасово повернувся до Лондона, щоб підтримати пропозиції Пітта щодо парламентських реформ. Він приєднався до партії в — Генуї, Італія, звідки вони продовжили своє турне до Швейцарії. Міллер супроводжував Вілберфорса до Англії, і під час подорожі вони читали «Виникнення і розвиток релігії в душі» Філіпа Доддріджа, одного з провідних англійських  нонконформістів початку XVIII століття.
Після того, як в молодості Вілберфорс зацікавився євангельською релігією, його шлях до віри, схоже, почався заново в цей час. Почав рано вставати, щоб читати Біблію і молитися, вів особистий щоденник. Він пережив євангельську конверсію, шкодуючи про своє минуле життя і вирішивши присвятити своє майбутнє життя і роботу служінню Богу. Його звернення змінило деякі його звички, але не характер: зовні він залишався веселим, зацікавленим і шанобливим, тактовно переконуючи інших у своїй новій вірі. Всередині ж він пережив болісну боротьбу і став невпинно самокритичним, суворо засуджуючи свою духовність, використання часу, марнославство, самоконтроль і відносини з іншими.
У той час релігійний ентузіазм, як правило, вважався соціальним проступком і піддавався осуду у ввічливому суспільстві. Євангелісти з вищого класу, такі як — Річард Гілл, методистський Член парламенту від Шропширу, і Селіна Гастінгс, графиня Гантінгдонська, піддавалися презирству і насмішкам, і звернення Вілберфорса змусило його задуматися про те, чи варто йому залишатися в суспільному житті. Він звернувся за порадою до Джона Ньютона, провідного євангелічно-англіканського священика того часу і ректора (духовного) Церкви Пресвятої Діви Марії в Лондонському Сіті. Ньютон і Пітт радили йому залишатися в політиці, і він вирішив робити це «з великою ретельністю і сумлінністю». Надалі його політичні погляди визначалися його вірою і бажанням просувати християнство і християнську етику в особистому і суспільному житті. Його погляди часто були глибоко консервативними, він виступав проти радикальних змін у Богом даному політичному і соціальному порядку, і фокусувався на таких питаннях, як дотримання суботи і викорінення аморальності за допомогою освіти і реформ. В результаті, йому часто не довіряли прогресивні голоси через його консерватизм, і до нього з підозрою ставилися багато торі, які вважали євангелістів радикалами, які прагнуть до повалення церкви і держави.
У 1786 році Вілберфорс орендував будинок в Олд-Палас-Ярді, Вестмінстер, щоб бути поруч з Парламентом. Почав використовувати своє становище в Парламенті для проведення реформ, представивши законопроєкт про реєстрацію, що пропонує обмежені зміни в процедурах парламентських виборів. Він вніс законопроєкт про продовження заходи, що дозволяє розтин після страти злочинців, таких як — ґвалтівники, палії і злодії. Законопроєкт також виступав за скорочення термінів покарання для жінок, засуджених за зраду-злочин, який в той час включав вбивство чоловіка. Палата громад прийняла обидва законопроєкти, але вони зазнали поразки в Палаті лордів.

### Скасування трансатлантичної работоргівлі

#### Початкове рішення

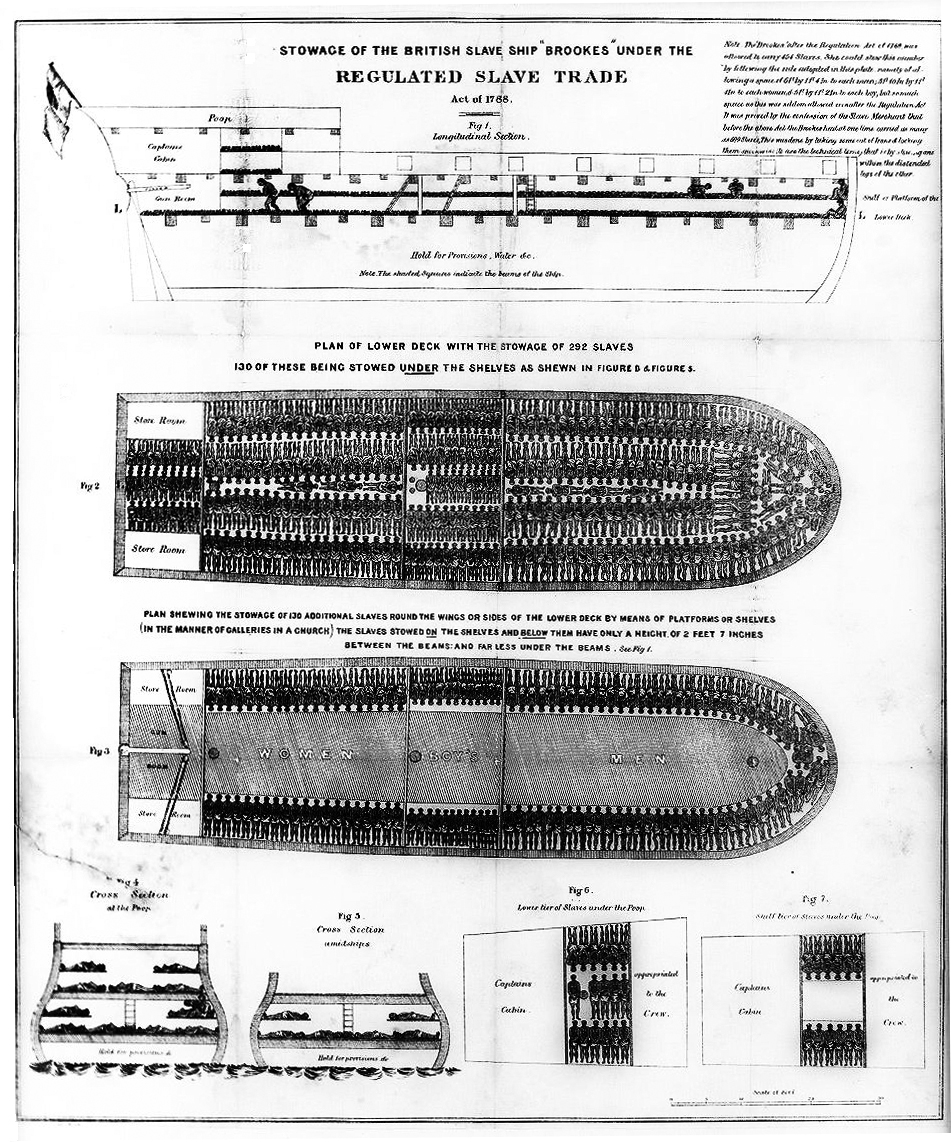
Схема невільничого судна Brooks (1781), що ілюструє нелюдські умови на борту таких суден

Британці почали брати участь в работоргівлі в XVI столітті. До 1783 року трикутний маршрут, за яким товари британського виробництва доставлялися в Африку для покупки рабів, поневолених перевозили до Вест-Індії, а потім доставляли вирощені рабами продукти, такі як — цукор, тютюн і бавовна, до Британії, становив близько — 80% доходів Великої Британії від зовнішньої торгівлі. Британські кораблі домінували в работоргівлі, постачаючи: французькі, іспанські, голландські, португальські та британські колонії, і в пікові роки перевезли 40 тис. поневолених чоловіків, жінок і дітей через Атлантику в жахливих умовах середнього проходу. З приблизно — 11 млн африканців, перевезених в рабство, близько — 1,4 мільйона загинули під час плавання.
Прийнято вважати, що Британська кампанія зі скасування работоргівлі почалася в 1780-х роках зі створення — Релігійної Спілки Друзів по боротьбі з рабством в 1783 році. Того ж року Вілберфорс, обідаючи зі своїм старим другом Джерардом Едвардсом, зустрів преподобного — Джеймса Рамзі, корабельного хірурга, який став священиком на острові Сент-Крістофер (пізніше Сент-Кіттс), на Підвітряних островах і медичним контролером на тамтешніх плантаціях. Те, що Рамзі побачив в умовах, в яких знаходилися раби, як в морі, так і на плантаціях, привело його в жах. Повернувшись до Англії через 15 років, він в 1781 році прийняв проживання в — Тестоні, Кент, і там познайомився з членами групи активістів, яка пізніше стала знана як — тестоніти. Зацікавлені в просуванні християнства і морального вдосконалення у Великої Британії і за кордоном, вони були вражені повідомленнями Рамзі про розпусний спосіб життя рабовласників, жорстокому поводженні з поневоленими і відсутності християнського виховання рабів. За їх підтримки і допомоги Рамзі витратив три роки на написання «Нарису про навернення і перевиховання африканських рабів у британських цукрових колоніях», в якому вельми критично відгукувався про рабство у Вест-Індії. Книга, опублікована в 1784 році, мала великий вплив на підвищення обізнаності та інтересу громадськості, а також викликати гнів вест-індських плантаторів, які в наступні роки нападали на Рамзі та його ідеї в серії трактатів на підтримку рабства.
Вілберфорс, очевидно, не став продовжувати зустріч з Рамзі. Проте три роки потому, натхненний своєю новою вірою, Вілберфорс дедалі більше цікавився гуманітарними реформами. У листопаді 1786 року він отримав лист від Чарльза Міддлтона, яке знову пробудило його інтерес до работоргівлі. За наполяганням леді Міддлтон, Чарльз запропонував Вілберфорсу винести на розгляд Парламенту питання про скасування работоргівлі. Вілберфорс відповів, що «відчуває величезну важливість цієї теми і вважає себе нездатним впоратися з покладеним на нього завданням, але все ж не стане від неї відмовлятися». Почав багато читати на цю тему і зустрівся з тестонітами в будинку Міддлтона в Бархам-Корт в Тестоні на початку зими 1786—1787 років.
На початку 1787 року Томас Кларксон, випускник Коледжу Святого Іоанна в Кембриджі, який переконався в необхідності припинення работоргівлі після написання есе на цю тему, що отримав премію в Кембриджі, прийшов до Вілберфорса в Олд-Палац-Ярд з опублікованою копією роботи. Це була перша зустріч двох чоловіків; їх співпраця триватиме майже п'ятдесят років. Кларксон почав відвідувати Вілберфорса щотижня, приносячи отримані ним з перших рук свідчення про работоргівлю. Квакери, які вже працювали за скасування рабства, також усвідомлювали необхідність впливу в Парламенті і закликали Кларксона заручитися зобов'язанням Вілберфорса висунути аргументи на користь скасування рабства в Палаті громад.
Було вирішено, що — Беннет Ленгтон, землевласник з Лінкольншира і спільний знайомий Вілберфорса і Кларксона, організовує звану вечерю, щоб офіційно попросити Вілберфорса очолити парламентську кампанію. Вечеря відбулася 13 березня 1787 року; серед гостей були — Чарльз Міддлтон, Джошуа Рейнольдс, Вільям Віндем, Джеймс Босвелл і Ісаак Гокінс Браун. До кінця вечора Вілберфорс в загальних рисах погодився, що буде домагатися скасування работоргівлі в Парламенті, «якщо не знайдеться більш підходящої людини».
Тієї ж весни, 12 травня 1787 року, все ще нерішучий Вілберфорс провів бесіду з — Вільямом Піттом і майбутнім прем'єр-міністром — Вільямом Гренвільом, коли вони сиділи під великим дубом в маєтку Пітта в Кенті. Під дубом, який став знаний як «Дуб Вілберфорса» в Голвуд-Хаусі, Пітт кинув виклик своєму другові: «Вілберфорс, чому б тобі не виступити з пропозицією з питання про работоргівлю? Ви вже зробили великі зусилля по збору доказів, і тому маєте повне право на кредит довіри, який це вам забезпечить. Не втрачайте часу, інакше це місце буде зайнято іншим». Відповідь Вілберфорса не записаний, але пізніше, в старості, він заявив, що «чітко пам'ятає той самий пагорб, на якому я сидів поруч з Піттом і Гренвільом», де він прийняв своє рішення.
Участь Вілберфорса в русі за скасування рабства було продиктовано бажанням втілити свої християнські принципи в життя і служити Богу в суспільному житті. Він та інші євангелісти були в жаху від того, що вони вважали розпусною і нехристиянською торгівлею, а також від жадібності — власників і торговців. Вілберфорс відчув Божий заклик і написав у щоденнику в 1787 році: «Всемогутній Бог поставив переді мною два великі завдання: придушення работоргівлі і реформація моралі „моральних цінностей“». Помітна участь євангелістів у популярному русі проти рабства послужила підвищенню статусу групи, яка інакше асоціювалася з менш популярними кампаніями проти пороку і аморальності.